# Église de la Vierge Marie de Dub nad Moravou
L'Église de la Vierge Marie de Dub nad Moravou est une église située dans la commune de Dub nad Moravou en Tchéquie.
Il y a quatre chapelles à l'intérieur de l'église. Le maître-autel est dédié à la purification de la Vierge Marie, œuvre de Gottfried Fritsch de Tovačov, le retable est l'œuvre de Josef Stern de Brno. 

## Historique
Ce temple de pèlerinage a été créé lors de la vénération mariale baroque au tournant des XVIIe et XVIIIe siècles et est depuis plus de 200 ans la destination des pèlerins qui viennent ici pour adorer l'image de la Vierge Marie de Dubská. Le tableau de la Vierge Marie réalisé par un artiste populaire était à l'origine accroché à un tilleul derrière le village. Mais grâce à la réputation de son pouvoir curatif, il s'installa à l'église paroissiale. Les effets curatifs ont été attribués non seulement à la prière à l'image, mais aussi à l'eau du puits sous la chapelle Saint-Pierre. Quelques années plus tard, l'afflux de pèlerins nécessita la construction d'une nouvelle église, la capacité du tabernacle d'origine n'étant plus suffisante.
La construction commencée en 1734, s'est achevée en 1756 selon les plans de Pavel Malnovský

## Dimensions
Les dimensions de l'édifice sont les suivantes :

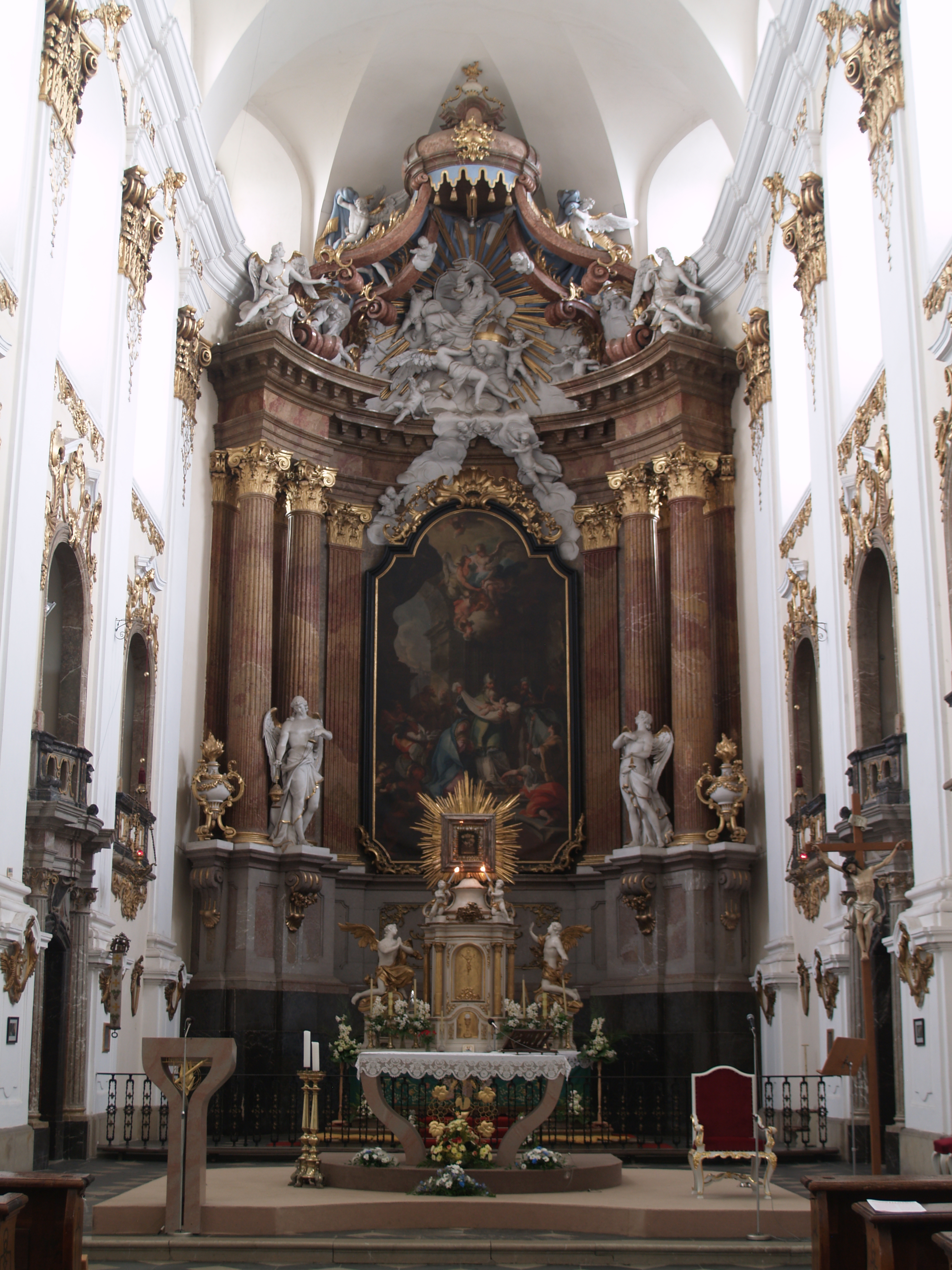
Intérieur de l'église.

- Hauteur de la nef : 30 m
- Longueur : 60 m
- Largeur : 29 m.